# Український науково-дослідний інститут екологічних проблем
Науково-дослідна установа «Український науково-дослідний інститут екологічних проблем» — головна державна науково-дослідна організація в системі екології та природних ресурсів України.
Основною метою його діяльності є наукове забезпечення державної політики в галузі охорони довкілля, використання природних ресурсів, екологічної безпеки, а також виконання міжнародних зобов'язань України, що випливають з підписаних конвенцій, угод, договорів.

## Історія створення та діяльності
1971 року на базі лабораторій Всесоюзного науково-дослідного інституту гідротехніки і меліорації ім. О. М. Костякова, що працювали у Харкові, був створений Всесоюзний науково — дослідний інститут охорони вод (ВНДІВО). Був головним інститутом у системі Міністерства меліорації і водного господарства СРСР, що координував наукові дослідження у галузі охорони водних ресурсів СРСР від забруднення, засмічення та виснаження.
Від 1991 до 1997 року інститут мав назву Український науковий центр охорони вод (УкрНЦОВ).